# Fannia pauli
Fannia pauli är en tvåvingeart som beskrevs av Adrian C. Pont 1997. Fannia pauli ingår i släktet Fannia och familjen takdansflugor. Inga underarter finns listade i Catalogue of Life.